# Campeonato Taiwanês de Futebol Feminino
O Campeonato Taiwanês de Futebol Feminino, mais conhecido como Mulan League (em chinês tradicional: 花木蘭聯賽) é uma liga semi-profissional de futebol feminino de Taiwan, organizada pela Associação de Futebol de Taipé Chinês e representa a principal divisão do esporte no país.

## Formato
As seis equipes da liga se enfrentam três vezes. Os jogos são disputados no sábado. A temporada regular termina quando cada equipe joga 15 jogos no total e é seguida por playoffs: o terceiro e o sexto colocados, o quarto e o quinto colocados se enfrentam nas quartas de final em jogo único, com o vencedor enfrentando o primeiro colocado ou o segundo colocado em uma semifinal também em partida única. Em seguida, os vencedores se enfrentam na final em jogo único. O vencedor da final é coroado campeão da Mulan League.

## Transmissão
Os jogos são transmitidos pela CTS Education, Sports and Culture e pelo YouTube da Associação de Futebol de Taipé Chinês (CTFA.TV)

## Times
Edição de 2020
| Equipe               | Localização | Posição em 2019 |
| -------------------- | ----------- | --------------- |
| Hualien              | Hualien     | 2º              |
| Kaohsiung Sunny Bank | Kaohsiung   | 4º              |
| New Taipei Hang Yuen | Nova Taipé  | 5º              |
| Taichung Blue Whale  | Taichung    | Campeão         |
| Taipei Bravo         | Taipé       | 3º              |
| Inter Taoyuan        | Taoyuan     | 6º              |

## Campeões
| Temporada | Campeonato          | Temporada Regular   | Temporada Regular   | Temporada Regular   |
| Temporada | Campeonato          | Primeiro Lugar      | Segundo Lugar       | Terceiro Lugar      |
| --------- | ------------------- | ------------------- | ------------------- | ------------------- |
| 2014      | Não houve           | Hualien             | Hsinchu FC          | Taipei SCSC         |
| 2015      | Não houve           | Hualien             | Taichung Blue Whale | Hsinchu FC          |
| 2016      | Não houve           | Hualien             | Hsinchu FC          | Taichung Blue Whale |
| 2017      | Taichung Blue Whale | Taipei Play One     | Taichung Blue Whale | Hualien             |
| 2018      | Taichung Blue Whale | Taichung Blue Whale | Taipei Play One     | Hualien             |
| 2019      | Taichung Blue Whale | Taichung Blue Whale | Hualien             | Taipei Bravo        |
| 2020      | A definir           | A definir           | A definir           | A definir           |